# The Transmissionary Six

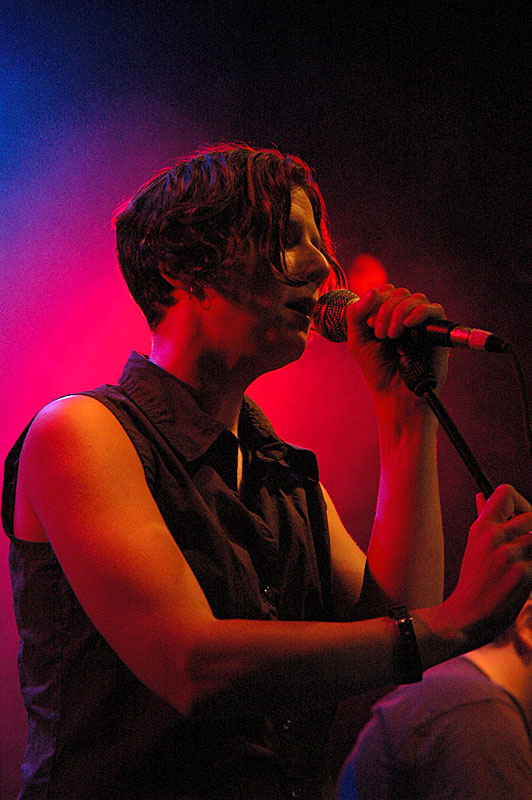
Terri Moeller, 2. September 2005

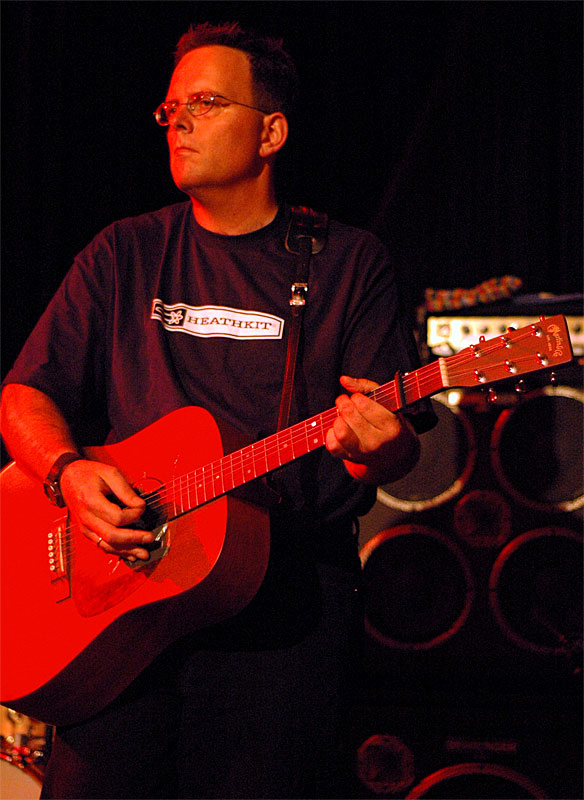
Paul Austin, 13. September 2005

The Transmissionary Six (gelegentlich auch nur T6 genannt) waren ein Musik-Projekt aus Seattle, Washington. Besonderes Merkmal ist der fragile Gesang von Terri Moeller. Ihr Mann Paul Austin spielte verschiedene Gitarren, nach Bedarf wurden beide von Gastmusikern unterstützt. Einflüsse von Alternative Country und Electronica waren stilprägend.
Terri Moeller ist Schlagzeugerin bei den Walkabouts, Paul Austin ist Gründungsmitglied der Willard Grant Conspiracy, verließ diese Band aber wegen stilistischer Differenzen.
Im September 2008 gab die Band bekannt, sich nach dem letzten Konzert im Dezember aufzulösen. Paul Austin stieg als sechstes Bandmitglied bei den Walkabouts ein.
Terri Moeller startete 2009 das Soloprojekt Terri Tarantula.
2012 gab die Band bekannt, ihre gemeinsame Arbeit als The Transmissionary Six wieder aufzunehmen und kündigte Konzerte und weitere Alben an.

## Diskografie
- The Transmissionary Six (2002, FILMguerrero)
- Go Fast For Cheap (2002, Return To Sender)
- Spooked (2003, FILMguerrero / Normal Records)
- Get Down (2004, FILMguerrero)
- 05.21.05 (2005, Glitterhouse)
- Radar (2006, Glitterhouse)
- Cosmonautical (2008, Tarnished)